# Pachycondyla granosa
Pachycondyla granosa är en myrart som först beskrevs av Julius Roger 1860.  Pachycondyla granosa ingår i släktet Pachycondyla och familjen myror. Inga underarter finns listade i Catalogue of Life.

## Bildgalleri

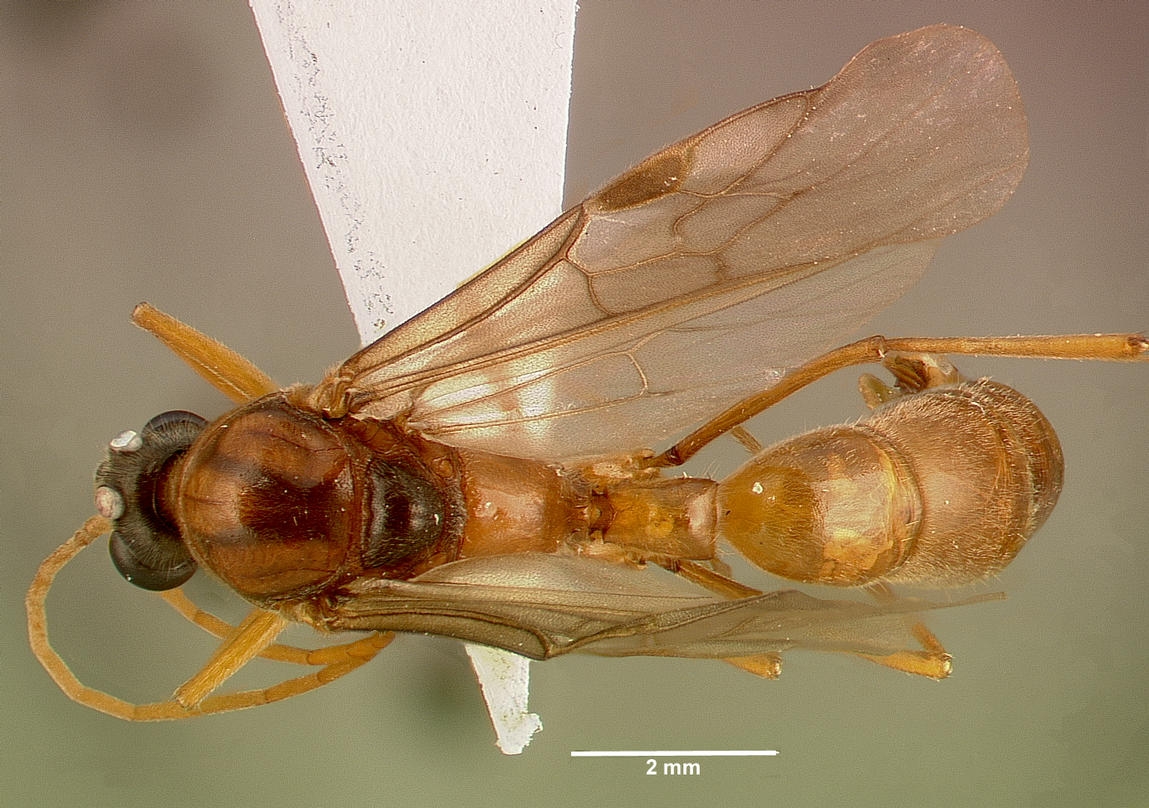
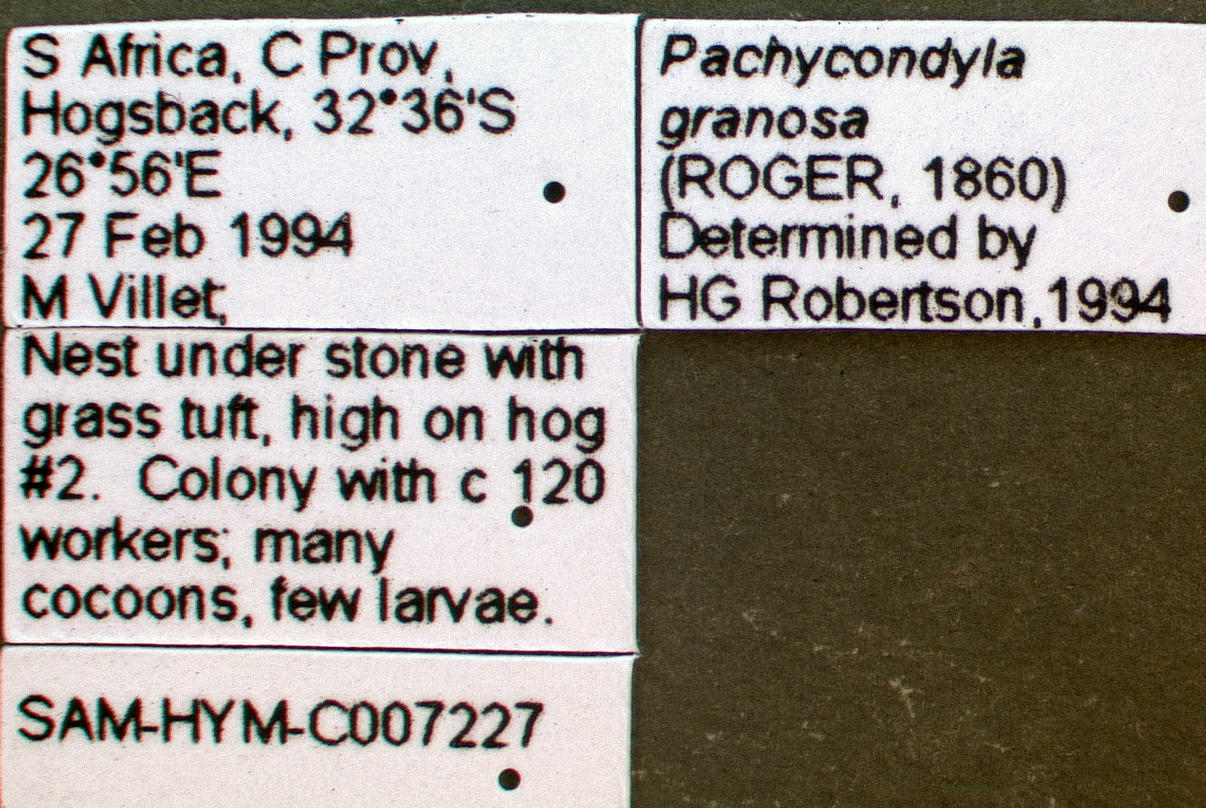
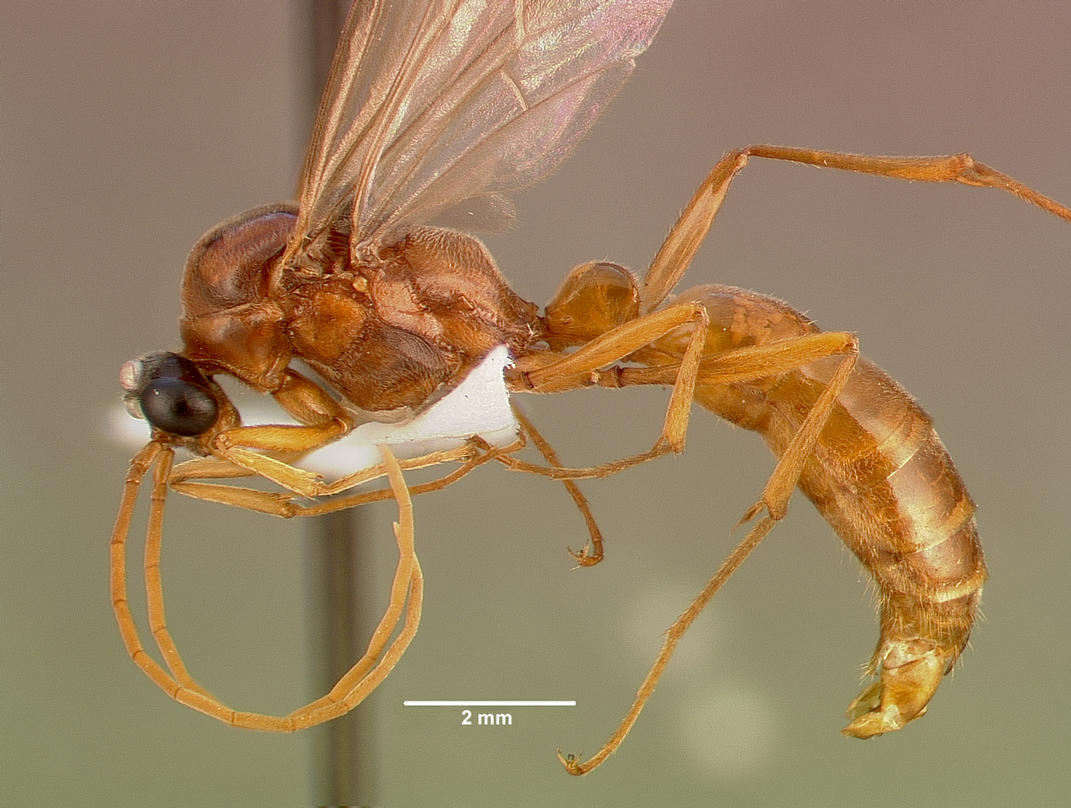
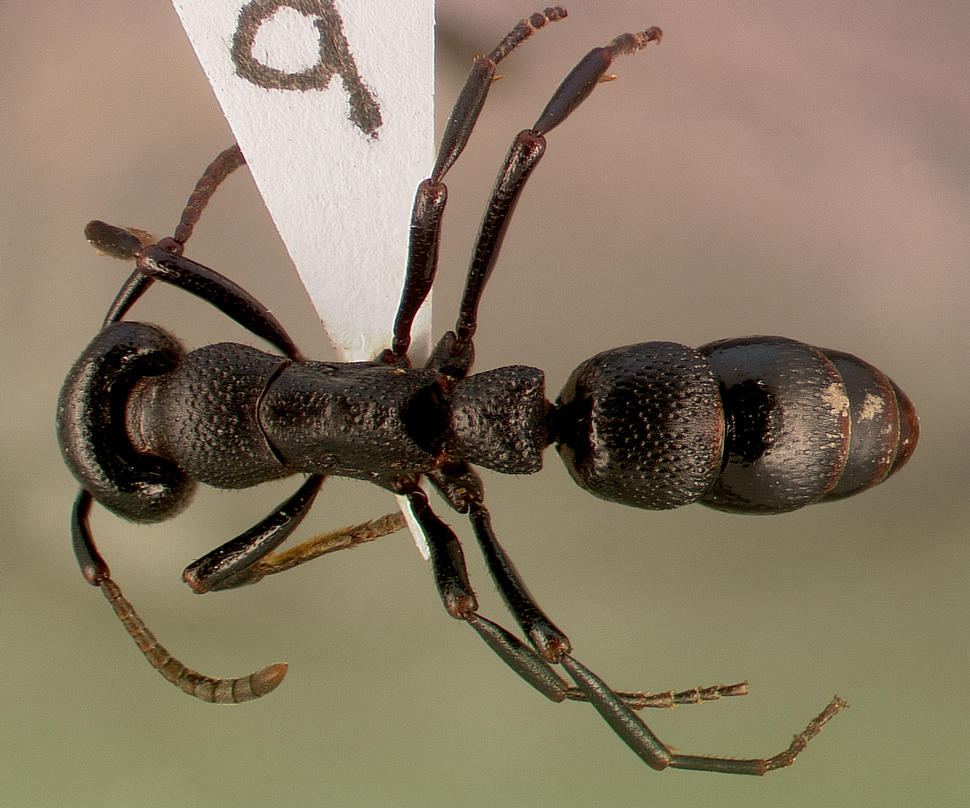
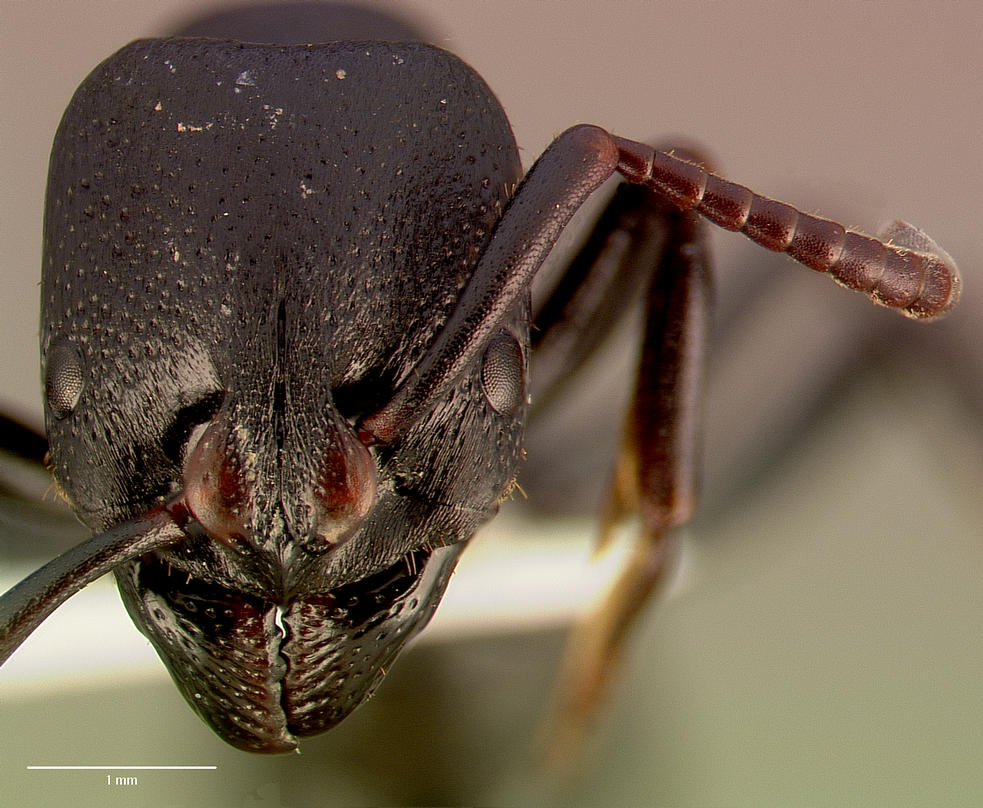